# 瓜奈
瓜奈是玻利維亞的城鎮，由拉巴斯省負責管轄，位於該國西部的的喀喀湖東北岸，距離首府拉巴斯230公里，面積6,706平方公里，海拔高度420米，每年平均降雨量約1,600毫米，2010年人口11,433。
15°29′52″S 67°52′46″W / 15.4978°S 67.8794°W